# Karmageddon
«Karmageddon» es un sencillo de la cantautora australiana Iyah May, subido por primera vez a YouTube el 13 de noviembre de 2024 y lanzado a los servicios de streaming ese mismo día.

## Antecedentes y composición
En la canción, la artista, que también es médico de urgencias, reflexiona sobre una serie de polémicos asuntos públicos que son motivo de frustración y desesperación para ella. Describiendo la canción como «un himno impactante para estos tiempos turbulentos», la artista no deja lugar a dudas sobre los temas que trata, tocando la toxicidad y la corrupción percibidas en la política de izquierdas y derechas, la desinformación del COVID-19, el conflicto israelí-palestino, la violencia contra las mujeres, la política identitaria, el derecho a las armas, el debate sobre el aborto, la cultura de la cancelación y la indiferencia del público en general ante todo ello. La artista apunta a una serie de celebridades como (Elon) Musk, Taylor (Swift), Kim (Kardashian), Kanye (West), Drake, Kendrick (Lamar) y (Anthony) Fauci. La Organización Mundial de la Salud, la industria farmacéutica, el Estado de Israel y Balenciaga aparecen retratados de forma poco favorecedora. May, que ya había publicado cuatro sencillos a través de su representante, se vio obligada a renunciar a un sello discográfico para autopublicar «Karmageddon» tras negarse a censurar una línea de la canción. Publicó un vídeo musical para la canción en el que aparece vestida de animadora. May ha declarado que la canción ha recibido «un apoyo abrumador de gente de todo el mundo», a pesar de que su empresa de representación se ha desvinculado de su publicación. En enero de 2025, la canción había conseguido 150.000 oyentes en Spotify y había logrado entrar entre los 20 mejores en iTunes.

## Recepción crítica
A raíz de que la canción se hiciera viral en las redes sociales después de que el activista político Ryan Fournier compartiera el sencillo en Twitter, Newsweek calificó a May como «la nueva consentida de la derecha política».

## Créditos y personal
- Iyah May – voz, compositor
- Danny Duke – compositor, arreglista, productor

## Posicionamiento en listas
| Lista (2024)                         | Mejor posición |
| ------------------------------------ | -------------- |
| Reino Unido (UK Singles Sales) (OCC) | 44             |